# Наноструктура
Наноструктура (англ. nanostructure) — совокупность наноразмерных объектов искусственного или естественного происхождения, свойства которой определяются не только размером структурных элементов, но и их взаимным расположением в пространстве.